# Björn Hård af Segerstad
Bror Bengt Björn Hård af Segerstad, född 23 juli 1954 i Grycksbo kyrkobokföringsdistrikt i Kopparbergs län, är en svensk musiklärare, kördirigent och rektor.
Hård af Segerstad är dirigent för kören Björnligan i Vänersborg och tidigare rektor vid Birger Sjöberggymnasiet. Björn Hård af Segerstad coachade Team Agnes i tv-programmet Körslaget och anklagades för fusk.
Han var 1984–1994 gift med Helene Malmberg (född 1955), 1999 med Birgitta Hermansson (född 1962) och sedan 2013 med Eva Lisnäs (född 1958). Han är far till artisten och låtskrivaren Anton Hård af Segerstad.